# Platylister andamanensis
Platylister andamanensis är en skalbaggsart som beskrevs av Lewis 1893. Platylister andamanensis ingår i släktet Platylister och familjen stumpbaggar. Inga underarter finns listade i Catalogue of Life.